# Kuppe

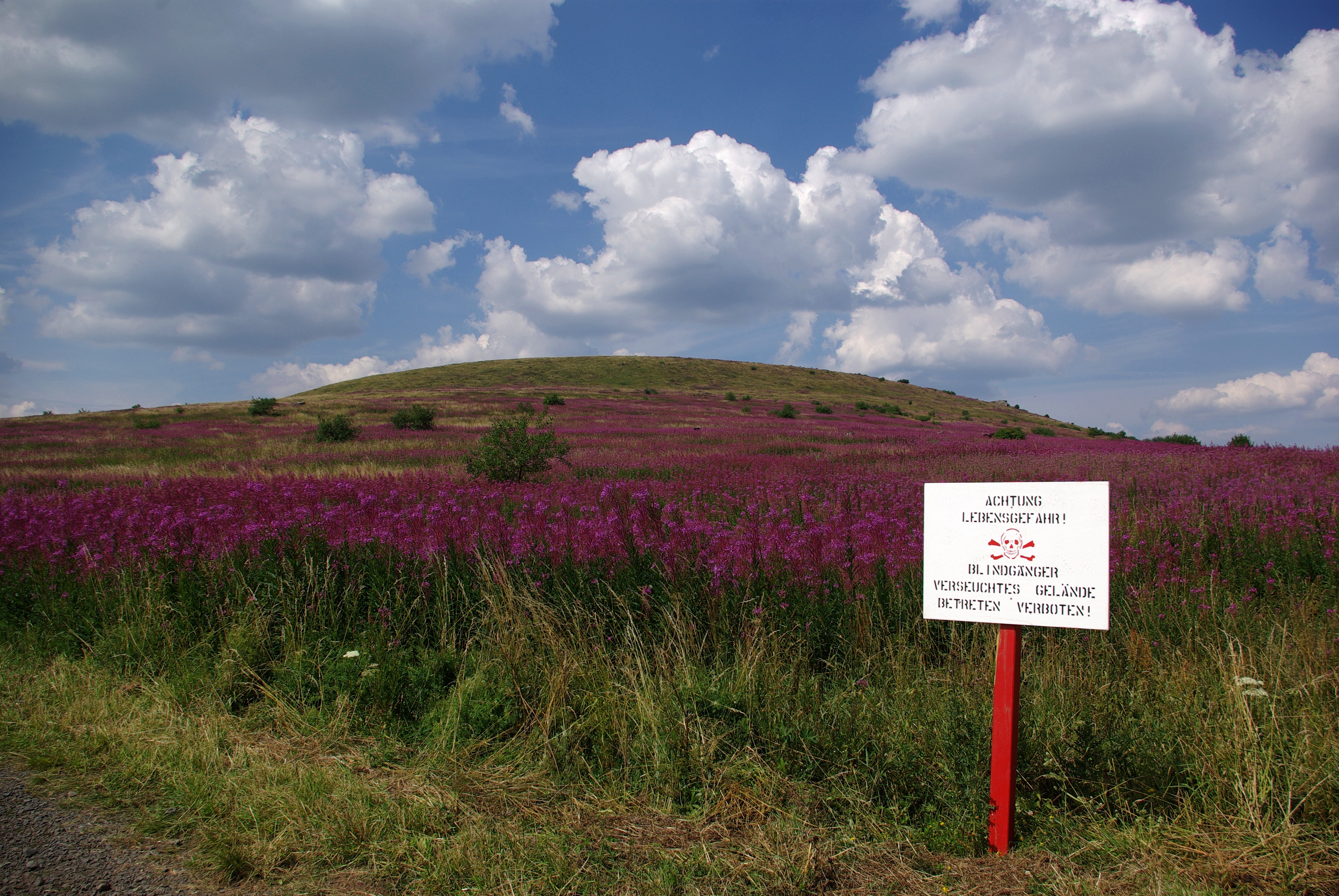
Dammersfeldkuppe in der Rhön

Eine Kuppe ist ein Berg oder Hügel mit Rundgipfel, der keine felsige Gipfelformation aufweist. Eine Gebirgsformation aus Kuppen nennt man Kuppengebirge (siehe unten). In der Geologie umfasst der Begriff auch entsprechende Formen der Stratigraphie.
Die Kartografie fasst den Begriff weiter und bezeichnet als Kuppe allgemein alle Erhebungen (zweiachsig konvexe Geländeformen), also auch solche mit spitzerer Ausprägung.
Eine im Hang eines Berges liegende Kuppe wird als Rückfallkuppe bezeichnet. Häufig wurden mittelalterliche Burgen an solchen Standorten errichtet.

## Etymologie
Kuppe stammt aus der mitteldeutschen Volkssprache des 18. Jahrhunderts, vermutlich stammt es vom spätlat.-gemeinroman. cuppa „Becher“ ab, das dann übertragen im Sinn von „Haube“ für einen Gipfel verwandt wurde. Im Slawischen bezeichnet kupa zudem einen Haufen, Stapel oder eine Insel.
In Flurnamen werden Kuppen auch mit Wörtern wie Stauf, Kogel, Kopf, Nock, Gupf oder Kulm bezeichnet.
Das Wort Kuppe bezeichnet daneben andere höchstgelegene Punkte, beispielsweise im Straßenbau und Straßenverkehr das Überqueren eines Höhenrückens. Kuppe findet sich aber auch als Wortbestandteil in Dingen, die eine Erhebung bilden (Fingerkuppe).

## Geomorphologie und Geologie
Kuppengebirge ist ein Begriff der Geomorphologie. Typisch sind Kuppengebirge für die Mittelgebirge und die Voralpen. Ihre Entstehung hängt mit dem Gesteinstyp und einer meist regelmäßig ansetzenden Erosion zusammen.
Beispielsweise bezeichnet man die vielen Rundgipfel des Fichtelgebirges oder des Bachergebirges so, doch sind gleichmäßige Kuppen auch im Hügelland häufig. In diesem Zusammenhang werden beispielsweise auch Teile der Rhön als Kuppenrhön bezeichnet und Kuppe, Koppe findet sich als Wortbestandteil in Namen von Bergen, z. B. Schneekoppe.
Auch Stellen in aufgewölbten Sedimentschichten, an denen sich aufsteigendes Erdöl oder Erdgas gesammelt hat, werden als Kuppen bezeichnet.